# 日本放線菌学会
日本放線菌学会（にほんほうせんきんがっかい、英語名称 The Society for Actinomycetes Japan、略称 SAJ）は、
放線菌の基礎および応用研究を対象とする学術団体である。

## 概要
放線菌を研究する国内外の会員相互の人的、科学的交流を目的とし、
年次大会、定期講演会、ワークショップの開催、
会報誌「Actinomycetologica」およびラボマニュアルなどの放線菌に関連する書籍やウェブコンテンツの製作を行っている。
特に「Digital Atlas of Actinomycetes」は、
放線菌の光学および電子顕微鏡写真を600枚以上収載する他に類を見ない有数の画像リソースである。

## 沿革
1955年に日本放線菌研究会として発足し、
1985年に日本放線菌学会として日本学術会議に認定され、
1990年に放線菌育種談話会（1972年設立）と合流し、
現在に至る。

## 総会
- 年1回

## 学会賞
- 日本放線菌学会大村賞（学会賞）
- 日本放線学会功績功労賞
- 日本放線菌学会浜田賞（研究奨励賞）
- 日本放線菌学会企業賞

「学会賞」は名誉会員である大村智のノーベル賞受賞を機として「大村賞（学会賞）」へと改名された。
（過去の受賞者一覧）

## 刊行物等
- The Journal of Antibiotics（公式ジャーナル）
- Actinomycetologica（会報） 年2刊
- 放線菌図鑑（書籍、1997年、絶版）
- 放線菌の分類と同定（書籍、2001年）
- 放線菌と生きる（書籍、2011年）
- Digital Atlas of Actinomycetes